# Artiom Zajárov
Artiom Zajárov (Petropavl, 27 de octubre de 1991) es un ciclista kazajo que milita en el conjunto Astana Qazaqstan Development Team. Su nombre transliterado al inglés es Artyom Zakharov. 

## Palmarés

### Ruta
2017
- 3.º en el Campeonato de Kazajistán de Ciclismo Contrarreloj
- Campeonato de Kazajistán en Ruta

2018
- 3.º en el Campeonato de Kazajistán en Ruta

2021
- 3.º en el Campeonato de Kazajistán en Ruta

2022
- 2.º en el Campeonato de Kazajistán en Ruta

### Pista
2012
- 3.º en el Campeonato Asiático en persecución por equipos
- 2.º en el Campeonato Asiático en Madison

2013
- Campeonato Asiático en Omium

2014
- Campeonato de Kazajistán en persecución

2015
- 3.º en el Campeonato Asiático en Omium
- Campeonato de Kazajistán en scratch
- Campeonato de Kazajistán en Omium

2016
- 2.º en el Campeonato Asiático en Omium